# Populus minhoensis
Populus minhoensis là một loài thực vật có hoa trong họ Liễu. Loài này được S.F. Yang & H.F. Wu miêu tả khoa học đầu tiên năm 1987.